# Ім'я вашого міста
«Ім'я вашого міста» («Ім'я вашого міста: Походження назв міст і селищ міського типу Української РСР») — топономічний словник, у якому з'ясовується походження назв міст та селищ міського типу України. Автор — письменник Юрій Михайлович Кругляк.
Словник видано в 1978 році видавництвом «Наукова думка». В основу праці покладено матеріали, зібрані письменником Юрієм Кругляком, які протягом десяти років друкував тижневик «Україна» під рубрикою «І села і міста».
У словнику за абеткою подаються невеликі довідки про походження назви міст та селищ міського типу України і час їх заснування. Поряд з науковими твердженнями подекуди викладено легенди та перекази, поширені в народі.